# Menthe-pastille
‌
Menthe-pastille est une marque française de crème de menthe commercialisée par l'entreprise Giffard.

## Historique

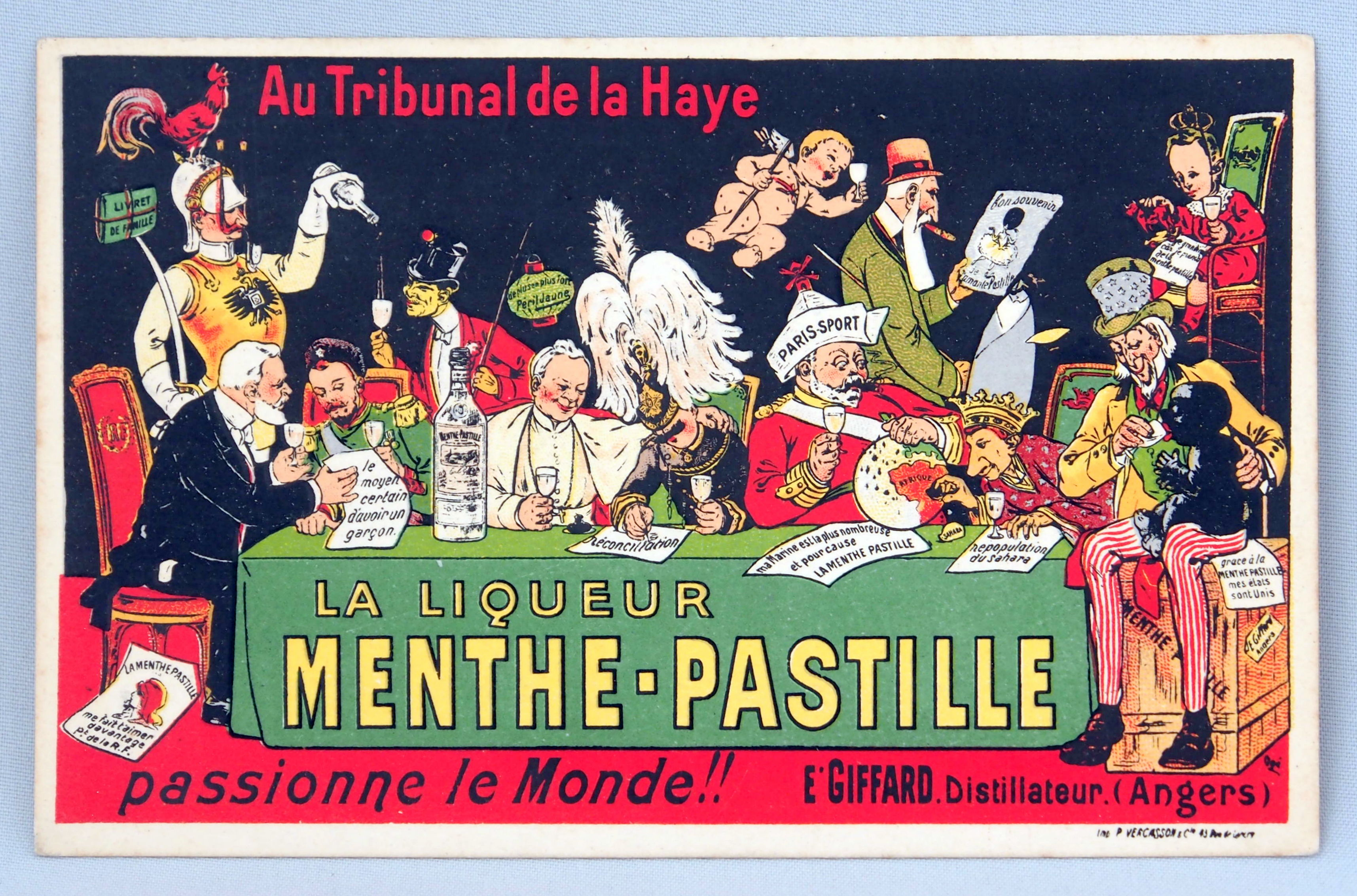
Publicité de 1904 pour la Menthe-Pastille réalisée par Eugène Ogé.
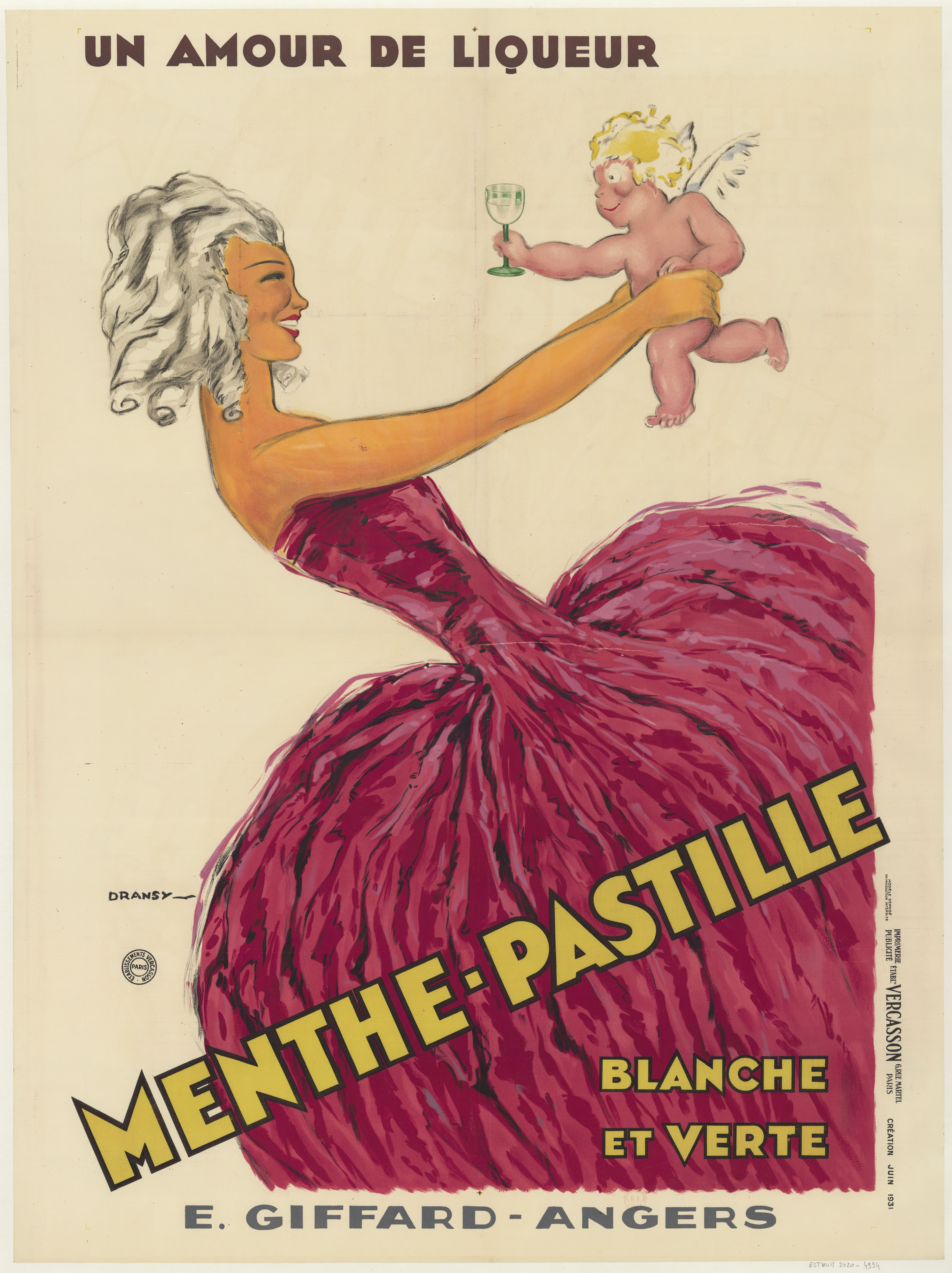
Publicité de 1931 pour la Menthe-Pastille.

La menthe-pastille a été inventée en 1885 par Émile Giffard, pharmacien herboriste à Angers qui rapporta d'Angleterre des feuilles de menthe poivrée. Il prépara une liqueur rafraîchissante au goût des pastilles de menthe anglaise.
À partir de 1972, la production a lieu à Avrillé. Produit emblématique de Giffard, un espace muséal lui est consacré, à Avrillé, au cœur de l'entreprise.